# Dactylolabis (Dactylolabis) hirtipes
Dactylolabis (Dactylolabis) hirtipes is een tweevleugelige uit de familie steltmuggen (Limoniidae). De soort komt voor in het Palearctisch gebied.